# 窦抗
竇抗（6世纪？—621年），胡姓纥豆陵氏，字道生，扶风郡平陵县（今陕西省咸阳市秦都区）人，祖籍河南郡洛阳县（今河南省洛阳市东），隋朝、唐朝官员。

## 生平
窦抗是太穆皇后的堂兄，隋朝洛州总管、陈国公窦荣定的儿子，母亲是隋文帝的姐姐成安公主。窦抗仪容美丽，性格旷达坦率，擅长精巧的构思，在隋朝时因为是皇帝的外甥很受隋文帝的宠爱，小时候进入太学，大略的学习了一些图书史籍，以千牛备身、仪同三司为起家官。窦荣定卧病在床时，窦抗亲自侍奉父亲，五十多天衣不解带。开皇六年（586年），窦荣定去世，窦抗为父亲守丧，哀伤过度超过礼法。后来窦抗继承了陈国公的爵位，屡次升任梁州刺史。准备上任时，隋文帝来到窦抗家中，命令窦抗和成安公主尽情宴饮，像平常家人宴席一样，给予窦抗的赏赐非常丰厚，赐给的钱财金宝数以万计。成安公主去世时，窦抗哭得死去活来很多次，隋文帝派宫人到他家中，劝他节制悲哀哭泣。一年多以后，窦抗起复出任岐州刺史，升任冀州刺史，又转任定州刺史，出任辽东道行军总管，改任朔州道行军总管，又出任持节、幽易燕檀四州诸军事、幽州总管、幽州刺史，所到之处都因为政令宽厚仁惠而闻名。仁寿四年（604年）八月，汉王杨谅起兵作乱，隋炀帝担心窦抗生变，派遣李子雄前往替换窦抗，李子雄迅速抵达幽州，在传舍停下，招募得到一千多人，窦抗仗着自己素来尊贵，没有按时与李子雄相见。李子雄派遣人告知窦抗，过了两天，窦抗率领两千铁骑来拜谒李子雄的住所，李子雄准备伏兵，和窦抗相见，趁势捉拿了窦抗。李子雄报告窦抗收到杨谅的信却不上奏，朝廷派人审查杨谅送信的事没有得到验证，就以窦抗有二心除去他的名籍，以窦抗的弟弟窦庆袭封陈国公。
窦抗与李渊从小就亲近，大业九年（613年），楊玄感起兵叛乱，李渊当时在陇右地区统领军队，窦抗对李渊说：“杨玄感按捺不住已经发动了！李氏姓名在天命图谶符录，可以乘现在这个便利的时机，这是上天启发你的。”李淵回答：“不要招来祸患，胡说些什么。”大业末年，隋炀帝派遣窦抗从灵武郡沿着长城侦查并防范贼寇，窦抗听说李渊平定京城，对众人高兴的说：“这是我们家的妹夫，豁达有大度，真是拨乱反正的人主。”义宁二年三月癸酉（618年4月28日），窦抗献灵武郡、盐川郡等几个郡归降李渊政权，窦抗就回到长安。李渊见到窦抗很高兴，握着窦抗的手让座说：“李氏终于能成就大事，怎么样？”然后置酒作乐。窦抗出任弘化道安抚大使，升任光禄大夫，不久出任将作大匠。武德元年六月辛丑（618年7月25日），窦抗以将作大匠兼任纳言。唐高祖临朝听政，有时让窦抗升坐御座，退朝以后，将窦抗请进卧室，让他放弃礼节，纵酒谈笑，谈及生平的情谊。窦抗经常侍奉宴会超过时限，有时就在宫中留宿。唐高祖常常称呼窦抗为兄而不称名字，宫中都称呼窦抗为舅。窦抗经常陪同唐高祖游玩宴饮，不理朝廷事务。武德元年（618年）十月，窦抗罢纳言，改任左武候大将军，兼领左右千牛备身大将军，又兼领同州刺史。不久窦抗跟随李世民平定薛举，功居第一。武德四年（621年），窦抗又跟随李世民征讨王世充，三月，窦建德出兵援助王世充，五月己未（621年5月28日），唐军和夏军展开虎牢之战，窦建德在汜水河列阵，李世民派遣宇文士及进攻，窦建德派遣部队交战，窦抗带兵攻打窦建德，交战后唐军形势稍不利。等到东都平定，在太庙中记功的有九人，窦抗和堂弟窦轨都在其中，朝廷认为非常光荣，赐给窦抗女乐一部、金宝数以万计。武德四年（621年），窦抗陪伴宴会时突然死去，朝廷赠予司空，谥号博，后改谥号为容。当时窦抗堂兄弟和子侄中三品官七人，四品、五品十多人，三人娶公主，家中女子嫁为王妃的有数人，显贵的豪门地位，当朝无人可比。

## 住所
窦抗的住所位于长安城的延康坊，开皇十年时窦抗舍宅立为静法寺，寺西有木浮圈，是窦抗弟弟窦琎为母亲成安公主修建，重叠绮丽，高一百五十尺，都是砍伐窦抗园中梨树取的木材，窦抗的园本是西魏大统寺，周武帝灭废佛时赐给窦抗为住宅。

## 其他
窦抗在冀州担任刺史时曾经广泛召集儒生，让他们互相诘问辩驳，当时大儒刘焯、刘轨思、孔颖达都在坐，盖文达也参加了。盖文达的辩论之辞都出乎儒生们的意外，窦抗非常惊奇，询问说：“盖生是向谁学习的？”刘焯回答说:“这个儒生自幼聪慧，完全出自天然，如果以多问寡，那么我就是他的老师。”窦抗说：“可以说是冰生于水而寒于水。”

## 家庭

### 兄弟姐妹
- 窦庆，隋朝上柱国、南郡太守、陈国公
- 窦宪，隋朝安康郡公
- 窦琎，唐朝右光禄大夫、将作大匠、邓安公
- 窦氏，嫁隋朝上柱国、使持节、秦州诸军事、秦州总管、潭州总管、左武卫大将军、河北郡开国公张辩
- 窦氏，嫁隋朝大将军、郑瀛二洲刺史、朔夏二州总管、秦川郡开国公李绘

### 夫人
- 河南宇文氏，北周侍中、骠骑大将军、开府仪同三司、京兆尹、丰利成公宇文贞之女[23]
- 豆卢氏[24]，隋朝大将军、洪州总管、南陈安公豆卢通之女，芮国公豆卢宽姐姐[25][26]

### 子女
- 竇衍，唐朝左武卫将军、陈密公
- 竇静，次子，唐朝民部尚书、信都肃男
- 竇誕，第三子，唐朝光禄大夫、莘安公
- 窦师干，唐朝率更令、上开府
- 窦师纶，唐朝秦府咨议、太府少卿、银邛坊三州刺史、上柱国、陵阳郡开国公
- 窦师武，唐朝游击将军、右卫郎将
- 窦师仁
- 窦皦，唐朝朝请大夫、秦府左亲卫别将、左骁卫中郎将、东宫左内率、银青光禄大夫、右光禄大夫、平陵县开国公[24]

### 世系关系
|        |        |        |        |        |        |      |      |          |          |          |          | 杨忠     |          |  |  |          |          |          |          |          |          |        |        |        |        |        |        |        |        |
|        |        |        |        |        |        |      |      |          |          |          |          |          |          |  |  |          |          |          |          |          |          |        |        |        |        |        |        |        |        |
|        |        |        |        |        |        |      |      |          |          |          |          |          |          |  |  |          |          |          |          |          |          |        |        |        |        |        |        |        |        |
| 窦荣定 | 窦荣定 | 窦荣定 | 窦荣定 | 窦荣定 | 窦荣定 |      |      | 成安公主 | 成安公主 | 成安公主 | 成安公主 | 成安公主 | 成安公主 |  |  | 昌乐公主 | 昌乐公主 | 昌乐公主 | 昌乐公主 | 昌乐公主 | 昌乐公主 |        |        | 豆卢通 | 豆卢通 | 豆卢通 | 豆卢通 | 豆卢通 | 豆卢通 |
| 窦荣定 | 窦荣定 | 窦荣定 | 窦荣定 | 窦荣定 | 窦荣定 |      |      | 成安公主 | 成安公主 | 成安公主 | 成安公主 | 成安公主 | 成安公主 |  |  | 昌乐公主 | 昌乐公主 | 昌乐公主 | 昌乐公主 | 昌乐公主 | 昌乐公主 |        |        | 豆卢通 | 豆卢通 | 豆卢通 | 豆卢通 | 豆卢通 | 豆卢通 |
|        |        |        |        |        |        |      |      |          |          |          |          |          |          |  |  |          |          |          |          |          |          |        |        |        |        |        |        |        |        |
|        |        |        |        | 窦抗   | 窦抗   | 窦抗 | 窦抗 | 窦抗     | 窦抗     |          |          |          |          |  |  |          |          |          |          | 豆卢氏   | 豆卢氏   | 豆卢氏 | 豆卢氏 | 豆卢氏 | 豆卢氏 |        |        |        |        |
|        |        |        |        | 窦抗   | 窦抗   | 窦抗 | 窦抗 | 窦抗     | 窦抗     |          |          |          |          |  |  |          |          |          |          | 豆卢氏   | 豆卢氏   | 豆卢氏 | 豆卢氏 | 豆卢氏 | 豆卢氏 |        |        |        |        |

## 延伸阅读
[在维基数据编辑]
 《舊唐書·卷61》，出自刘昫《舊唐書》
 《新唐書·卷095》，出自《新唐書》